# Jevgenij Fedorov
Jevgenij Fedorov (født 16. februar 2000 i Aktobe) er en cykelrytter fra Kasakhstan, der er på kontrakt hos XDS Astana Team.